# 제49회 금마장
제49회 금마장은 2012년 11월 8일에 열린 시상식이다.

## 수상 및 후보

### 장편영화상
- 베이징 블루스 - 고군서 수상

### 단편영화상
- the home gleaners - Zhang siqing 수상

### 다큐멘터리상
- 차이나 헤비급 - 창 융1 수상

### 감독상
- 탈명금 - 두기봉 수상

### 남우주연상
- 탈명금 - 유청운 수상

### 여우주연상
- 여친 남친 - 계륜미 수상

### 신인감독상
- 빛의 손길 - 장영치 수상

### 각본상
- 탈명금 - 은하창작조 외 2명 수상

### 각색상
- 실연 33일 - 포경경 수상

### 촬영상
- 베이징 블루스 - 오적 수상

### 편집상
- 베이징 블루스 - 양홍우 수상

### 액션감독상
- 모터웨이 - CHIN Ka Lok 외 2명 수상

### 예술감독상
- 디자인 오브 데스 - 임목 수상

### 영화음악상
- 미스터리 - Peyman Yazdanian 외 1명 수상

### 주제가상
- 로맨싱 인 씬 에어 - DoReMi 수상

### 분장/의상디자인상
- 소실적자탄 - 나지량 수상

### 시각효과상
- 용문비갑 - 김욱 외 2명 수상

### 음향효과상
- 나이트 폴 - 증경상 외 1명 수상

### 국제비평가협회상
- 빛의 손길 - 장영치 수상

### 관객상
- 여친 남친 - 양야체 수상

### 신인배우상
- 미스터리 - 제계 수상

### 영화제작자상
- 황유상 수상

### 평생공로상
Shih Chun 수상

### 금마장상 후보작
- 차 차 포 트윈스 - 짐 왕 외 1명
- 백록원 - 왕취엔안
- 용비봉무 - 왕 유린
- 나이트 폴 - 주현량
- 실연 33일 - 등화도
- 미스터리 - 로예
- 베이징 블루스 - 고군서
- Judge Archer - 서호봉
- 탈명금 - 두기봉
- 로맨싱 인 씬 에어 - 두기봉
- 모터웨이 - 정 바오루이
- 여친 남친 - 양야체
- 별이 빛나는 밤 - 임서우
- 불가리아 - 펑하오샹
- 진두 - 풍개
- Stilt - 인리촨 외 1명
- 용문비갑 - 서극
- 바이럴 팩터 - 임초현
- 소실적자탄 - 나지량
- 디바 - 맥희인
- 디자인 오브 데스 - 관호
- 비자영웅 - 채악훈
- 타이치 0 - 풍덕륜
- 화피 2 - 우얼샨
- 빛의 손길 - 장영치
- 청풍자 - 맥조휘 외 1명
- Hand in Hand - 옌 란추안 외 1명
- Voyage in Time - CHOU Tung-Yen
- 돈과 사랑 - 리칭휘
- 식스 마치 - 웡 춘
- The Home Gleaners - Zhang siqing
- The Present - 시에 원밍
- My Graduation Travel - HUNG Po-Hao
- 우드맨 무비 에디션: 워 오브 BBS 월드 - 임세용
- 차이나 헤비급 - 창 융
- 러브 - 유승택

### 중국어 영화
- Unpolitical Romance - 춘-위 시에
- Legend of The T-Dog - Tien-Chueh 외 1명
- Even They Never Met, The Gift, Framing of Life - NIU Chun-Chiang 외 2명
- BeFore, A Breath from the Bottom, The Solitary Pier - LAI Chunyu 외 2명
- Before Summer Rain, Shadow of the Stiarcases, The Coward - CHEN Hong-Ren 외 2명
- 학과 함께 날다 - 리뤼준
- 아직 할 말이 남았지만 - 잉량
- 태양의 길목 - 선타르 지올
- 환호불가 - 양진
- 화부 - 펑 타오
- 러브 송즈 오브 티댄 - 지 하우
- 송 오브 사일런스 - 주오 첸
- Four Ways to Die in My Hometown - CHAI Chun-Ya

### 파노라마
- 아무르 - 미카엘 하네케
- 필름 소셜리즘 - 장 뤽 고다르
- 당신은 아직 아무것도 보지 않았다 - 알랭 레네
- 두 갈래로 갈라지는 한밤중의 거리 - 라울 루이즈
- 앤젤스 셰어 - 켄 로치
- 미 앤드 유 - 베르나르도 베르톨루치
- 온 더 로드 - 월터 살레스
- 키홀 - 가이 매딘
- 더 위 앤드 더 아이 - 미셸 공드리
- 어둠 뒤에 빛이 있으라 - 카를로스 레이가다스
- 더 헌트 - 토마스 빈터베르그
- 안나 카레니나 - 조 라이트
- 아이와 마코토 - 미이케 다카시
- 속죄 - 구로사와 기요시
- 다른나라에서 - 홍상수
- 희망의 나라 - 소노 시온
- 모테키 - 오오네 히토시
- 하드 로맨티커 - 구수연
- 더 코와즈 후 룩트 투 더 스카이 - 타나다 유키
- 열쇠 도둑의 방법 - 우치다 켄지
- 김동무는 하늘을 난다 - 안야 다엘레만스 외 1명
- 내 아내의 모든 것 - 민규동
- 가튜 - 라잔 코사
- 빅키 도너 - 수지트 서카
- 바르피! - 아누락 바수
- 칵테일 - 호미 아다자니아
- 델리 벨리 - 아비나이 데오 외 1명
- 성자의 계곡 - 무사 시드
- 사파이어 - 웨인 블레어
- 르벨 - 킴 누옌
- 희망보트 - 무사 투레
- 더 리펜던트 - 메르작 알루아슈
- 러빙 위드아웃 리즌 - 조아생 라포스
- 카밀 리와인즈 - 노에미 르보브스키
- 퀸 오브 몽트뢰유 - 솔베이그 안스팍
- 올 투게더 - 스테판 로빌린
- 호텔 럭셔 - 레안더 하우즈만
- 길티 - 벵상 가렌크
- 어거스틴 - 앨리스 위노코
- 브로큰 - 루퍼스 노리스
- 파라다이스: 러브 - 울리히 사히들
- 로어 - 케이트 쇼트랜드
- 홈 포 더 위크엔드 - 한스 크리스티안 쉬미트
- 쿠마 - 우무트 다그
- 하이네켄 유괴사건 - 마텐 트뢰니에
- 더 익스체인지 - 에란 콜리린
- 더 론니스트 플래닛 - 줄리아 록테브
- 크리설리스 - 파울라 오르티즈
- 오슬로, 8월31일 - 요아킴 트리에
- 인투 더 화이트 - 페테르 내스
- 디 올모스트 맨 - 마틴 룬드
- 러브 이즈 올 유 니드 - 수잔 비에르
- 어 하이재킹 - 토비아스 린드홈
- 비스트 오브 더 서던 와일드 - 벤 제틀린
- 세션: 이 남자가 사랑하는 법 - 벤 르윈
- 포 엘렌 - 김소영
- 스매쉬드 - 제임스 폰솔트
- 노 - 파블로 라라인
- 세븐 데이즈 인 하바나 - 로랑 캉테 외 2명
- 더 와일드 원스 - 알레한드로 파델
- 딜레이 - 로드리고 플라
- 애프터 루시아 - 미셸 프랑코
- 클랜데스틴 차일드후드 - 벤자민 아빌라
- 스튜던트 - 산티아고 미트레
- 데이즈 오브 그레이스 - 에베라도 구트
- 라 시르가 - 윌리암 베가

### 필름 컬트(URE)
- 로렌스 - 자비에 돌란
- 퍼레이드 - 스르디안 드라고예비치
- 클라우드버스트 - 톰 피츠제럴드
- 인비저블스 - 세바스찬 리프쉬츠
- 인 더 패밀리 - 패트릭 왕
- 비욘드 더 월스 - 데이빗 램버트
- 언컨디셔널 - 브린 히긴스
- 18 Years Old and Raising - 프레드 로프
- 익시젼 - 리처드 베이츠 주니어
- 클립 - 마야 밀로스
- 배드 시즈 - 사피 네부
- 킹 켈리 - 앤드류 닐
- 범죄소년 - 강이관
- 웬 더 라이츠 웬트 아웃 - 팻 홀든
- 무서운 이야기 - 정범식
- 러블리 몰리 - 에두아르도 산체스
- 미확인 동영상 : 절대클릭금지 - 김태경
- 앤드류 버드: 피버 이어 - 잰 아란다
- 사운즈 앤 사일런스: ECM 이야기 - 피터 가이어 외 1명
- 말리 - 케빈 맥도널드
- 셧 업 앤플레이 더 히트 - 딜리안 서던
- LennonNYC - 마이클 앱스타인
- On The Edge of A Floating City, We Sing - 앤슨 막
- 제이슨 벡커: 낫 데드 예트 - 제시 바일
- 프랑스 다이어리 - 레이몽 드파르동 외 1명
- 세르쥬 갱스부르의 자화상 - 피에르-엉리 살파티
- 천국에 간 비올레타 - 안드레스 우드
- 비토 - 제프리 슈왈츠
- 사이드 바이 사이드 - 크리스토퍼 케닐리
- 5시부터 7시까지의 클레오 - 아녜스 바르다
- 룸 237 - 로드니 에스쳐
- 샤이닝 - 스탠리 큐브릭
- 버그만 & 마냐니: 더 워 오브 볼케이노즈 - 프란체스코 파티에르노
- 이탈리아 여행 - 로베르토 로셀리니
- 테스 - 로만 폴란스키
- 아라비아의 로렌스 - 데이빗 린
- 맥덜, 음악돼지 - 브라이언 체
- 자살가게 - 빠트리스 르꽁트
- 어네스트와 셀레스틴 - 벵상 파타 외 2명
- 오 윌리... - 마크 제임스 로엘스
- It's a Dog's Life - Julie Rembauville 외 1명
- 히어 앤 더 그레이트 엘스웨어 - 미셸 르미외
- 더 몬스터 오브 닉스 - 로스토
- 남몰래 흐르는 눈물 - 카를로 호겔
- 위대한 토끼 - 와다 아츠시
- 카스파 - 디안느 오봉사윈
- 바비 예 - 로버트 모건
- 머이브리지의 끈 - 야마무라 코지
- 정캬드 - 히스코 헐싱
- 에드몬드는 원숭이였다 - 프랭크 디온
- 무서운 이야기 - 임대웅
- 무서운 이야기 - 홍지영
- 무서운 이야기 - 김곡
- 무서운 이야기 - 김선
- 무서운 이야기 - 민규동

### 필름메이커스 인 포커스
- 포로 - 브리얀테 멘도사
- 롤라 - 브리얀테 멘도사
- 도살 - 브리얀테 멘도사
- 서비스 - 브리얀테 멘도사
- 입양아 - 브리얀테 멘도사
- 마사지사 - 브리얀테 멘도사
- 자궁 - 브리얀테 멘도사
- 범죄의 재구성 - 테오도로스 앙겔로플로스
- 1936년의 나날 - 테오도로스 앙겔로플로스
- 유랑극단 - 테오도로스 앙겔로플로스
- 사냥꾼들 - 테오도로스 앙겔로플로스
- 구세주 알렉산더 - 테오도로스 앙겔로플로스
- 시테라 섬으로의 여행 - 테오도로스 앙겔로플로스
- 비키퍼 - 테오도로스 앙겔로플로스
- 안개 속의 풍경 - 테오도로스 앙겔로플로스
- 황새의 정지된 비상 - 테오도로스 앙겔로플로스
- 앉아있는 고양이 - 크리스 마르케
- 안드레이 아르세네비치의 어떤 하루 - 크리스 마르케
- 태양 없이 - 크리스 마르케
- 구로사와 아키라의 초상 - 크리스 마르케
- 붉은 대기 - 크리스 마르케
- 머나먼 베트남 - 크리스 마르케 외 6명
- 활주로 - 크리스 마르케
- 고양이를 빌려드립니다 - 오기가미 나오코
- 토일렛 - 오기가미 나오코
- 카모메 식당 - 오기가미 나오코
- 요시노 이발관 - 오기가미 나오코
- 안경 - 오기가미 나오코

### 특별 상영
- 콜드 워 - 써니 럭 외 1명